# Frederic von Rosenberg
Pour les articles homonymes, voir Rosenberg.
Frederic « Hans » von Rosenberg est un diplomate et homme politique allemand, né le 26 décembre 1874 à Berlin (Empire allemand) et mort le 30 juillet 1937 à Fürstenzell (Allemagne).
Il est ministre des Affaires étrangères entre 1922 et 1923.

## Biographie
Il est ambassadeur en Autriche entre 1920 et 1922, au Danemark en 1922, en Suède entre 1924 et 1933 puis en Turquie entre 1933 et 1934.

## Source de la traduction
- (de) Cet article est partiellement ou en totalité issu de l’article de Wikipédia en allemand intitulé « Frederic von Rosenberg » (voir la liste des auteurs).